# Opuntia monacantha
Opuntia monacantha ist eine Pflanzenart in der Gattung der Opuntien (Opuntia) aus der Familie der Kakteengewächse (Cactaceae). Das Artepitheton monacantha leitet sich von den griechischen Worten monos für ‚eins‘ sowie akanthos für ‚Dorn‘ ab.

## Beschreibung
Opuntia monacantha wächst nahezu baumartig mit mehreren Zweigen und erreicht eine Wuchshöhe von bis zu 2 Metern. Die ovalen bis verlängerten, an der Basis verengten Triebe sind glänzend grün. Sie sind ziemlich dünn und 10 bis 30 Zentimeter lang. Die weit auseinanderstehenden Areolen tragen bräunliche Glochiden. Der gerade Dorn (selten sind zwei bis drei vorhanden) ist braun und zwischen 3 und 4 Zentimeter lang.
Die dunkelgelben Blüten erreichen einen Durchmesser von bis zu 8 Zentimetern. Die birnenförmigen, roten Früchte sind dornenlos und bis zu 7 Zentimeter lang.

## Verbreitung, Systematik und Gefährdung
Opuntia monacantha ist in Brasilien, Paraguay, Uruguay und Argentinien weit bis in Höhenlagen von 1000 Metern verbreitet.
Die Erstbeschreibung als Cactus monacanthos wurde 1813 von Carl Ludwig Willdenow veröffentlicht. Von Adrian Hardy Haworth wurde die Art 1819 in die Gattung Opuntia gestellt.
Opuntia monacantha wurde in der Roten Liste gefährdeter Arten der IUCN von 2002 als „Least Concern (LC)“, d. h. als nicht bedroht,  eingestuft. Bei der Neubearbeitung der Liste 2013 wurde die Einstufung beibehalten. Die Entwicklung der Populationen wird als stabil angesehen.

## Nachweise